# Rittal Arena
La Rittal Arena è un impianto sportivo polivalente indoor sito a Wetzlar, Assia, Germania.

## Panoramica
La Rittal Arena è stata inaugurata nel 2005 e può ospitare 6.000 persone.
L'impianto viene usato dalla squadra di pallamano HSG Wetzlar e come luogo per i concerti.
Ha ospitato anche diverse partite del campionato mondiale maschile di pallamano di Germania 2007.
Il nome deriva dallo sponsor dell'azienda tedesca Rittal.